# Лишко, Валерий Казимирович
Валерий Казимирович Лишко (укр. Лішко Валерій Казимирович; 26 октября 1937, Киев) — украинский биохимик, действительный член НАН Украины (с 1982).

## Биография
Родился в Киеве 26 октября 1937 года. В 1960 году окончил химический факультет Киевского университета, кафедру органической химии. Затем до 1970 года работал в институте биохимии украинской академии наук, заведовал лабораторией биохимии нервной системы института физиологии АН Украины (1972—1977) С 1977 года — директор института биохимии, заведующий лабораторией биомембран (1977—1982), с 1982 года — заведующий отделом нейрохимии. С 1982 г. — профессор Киевского университета.
Научные работы посвящены выяснению молекулярных механизмов активного и пассивного транспорта через биологические мембраны. Впервые использовал мембранные везикулы как модель для изучения активного ионного переноса. Предложил метод идентификации каналов нервных и мышечных мембран в бесклеточных системах, впервые в мировой научной практике реконструировал натриевый канал на искусственной фосфолипидной мембране липосом, систематизировал данные о механизме функционирования, структурной организации и биологической роли Na+, K+ — АТФ-азы — важной ион-транспортирующей системы клетки.
В 1980 году получил премию имени Палладина за монографию «Натриевый насос биологических мембран».
С 1981 года — главный редактор «Украинского биохимического журнала».
Последние годы работает в США.